# Шу (Туркестанская область)
Шу (каз. Шу) — село в Сузакском районе Туркестанской области Казахстана. Административный центр Шуского сельского округа. Код КАТО — 515663100.

## Население
В 1999 году население села составляло 1120 человек (578 мужчин и 542 женщины). По данным переписи 2009 года, в селе проживал 681 человек (358 мужчин и 323 женщины).